# Adem Kastrati
Adem Kastrati , se je rodil leta 1933 v vasi Karachevo v Dardani na Kosovu v veliki radodarni družini z domoljubnimi in vzgojno ljubečimi dejavnostmi. Njegovo družino je po tej strani poznal oče, pa tudi mati Dajkoc (stric je bil politični disident in domoljub Metush Krasniqi). Slikar in pedagog likovne umetnosti, literarni ustvarjalec, zbiralec, marker in založnik priljubljene zakladnice, analitik albansko-slovanskih in evro-svetovnih odnosov. Spada v prvo generacijo slikarjev po drugi svetovni vojni. Viharni časi, v katerih je odraščal, dozoreval in se oblikoval kot slikar, bodo zagotovo pustili velik pečat v njegovi dejavnosti. Njegovo ime zaseda zaslužno mesto med figurativnimi umetniki, ki so živeli in ustvarjali dela v Jugoslaviji. Kastrati je eden doajenov med albanskimi slikarji v Severna Makedoniji , državi, kjer živi in ustvarja že več kot štirideset let.